# Xã Prairie, Quận Johnson, Arkansas
Xã Prairie (tiếng Anh: Prairie Township) là một xã thuộc quận Johnson, tiểu bang Arkansas, Hoa Kỳ. Năm 2010, dân số của xã này là 944 người.